# Psychiatrische Republikklinik Vilnius

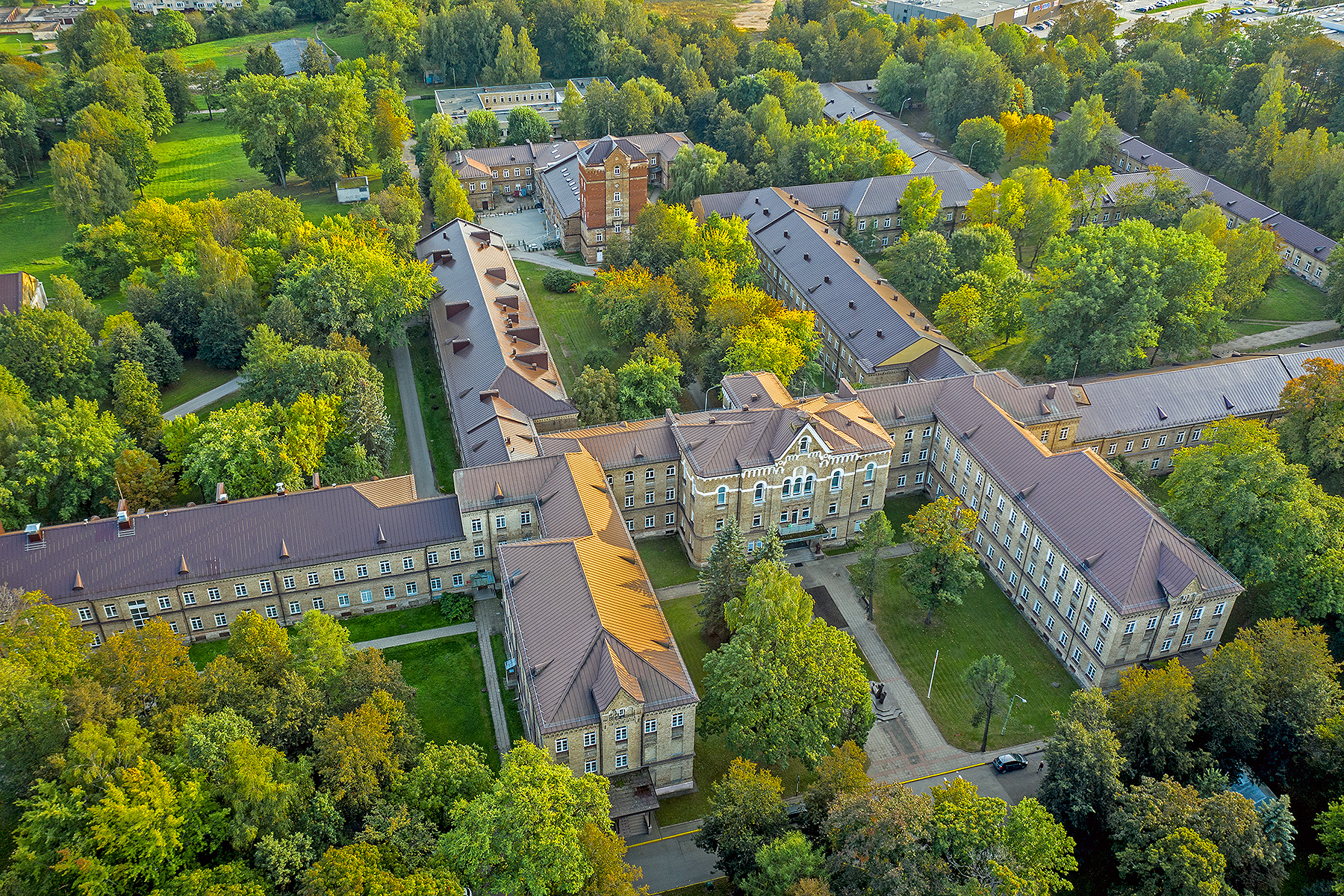

Psychiatrische Republiklinik Vilnius (Respublikinė Vilniaus psichiatrijos ligoninė; Abk. RVPL) ist eine Psychiatrische Klinik in Vilnius, Litauen. Im Krankenhaus arbeiten acht Medizindoktoren und Dozenten, ein habilitierter Doktor Professor, 34 Psychiater. Der Gründer ist das Gesundheitsministerium Litauens.

## Geschichte

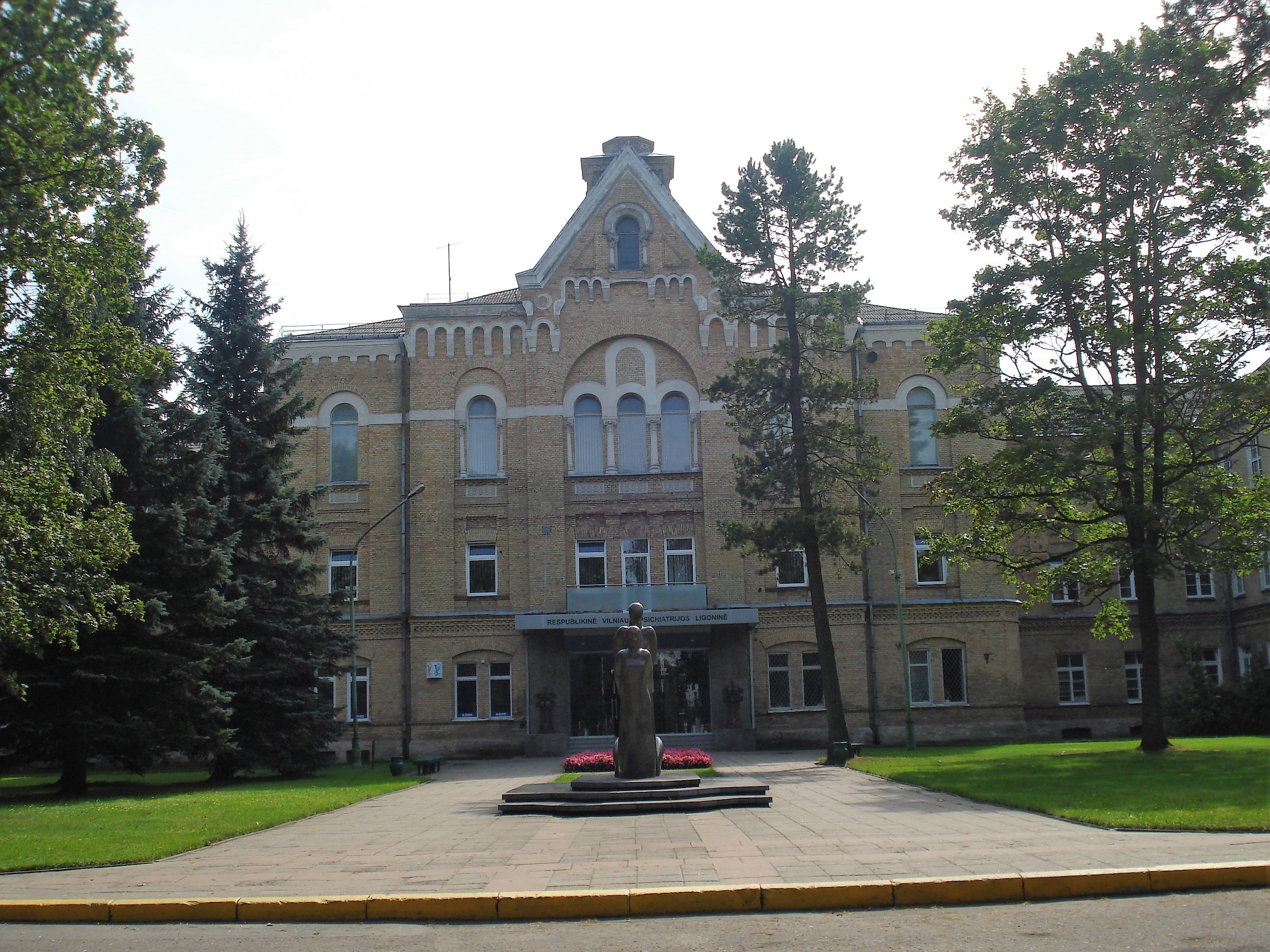
Eingang

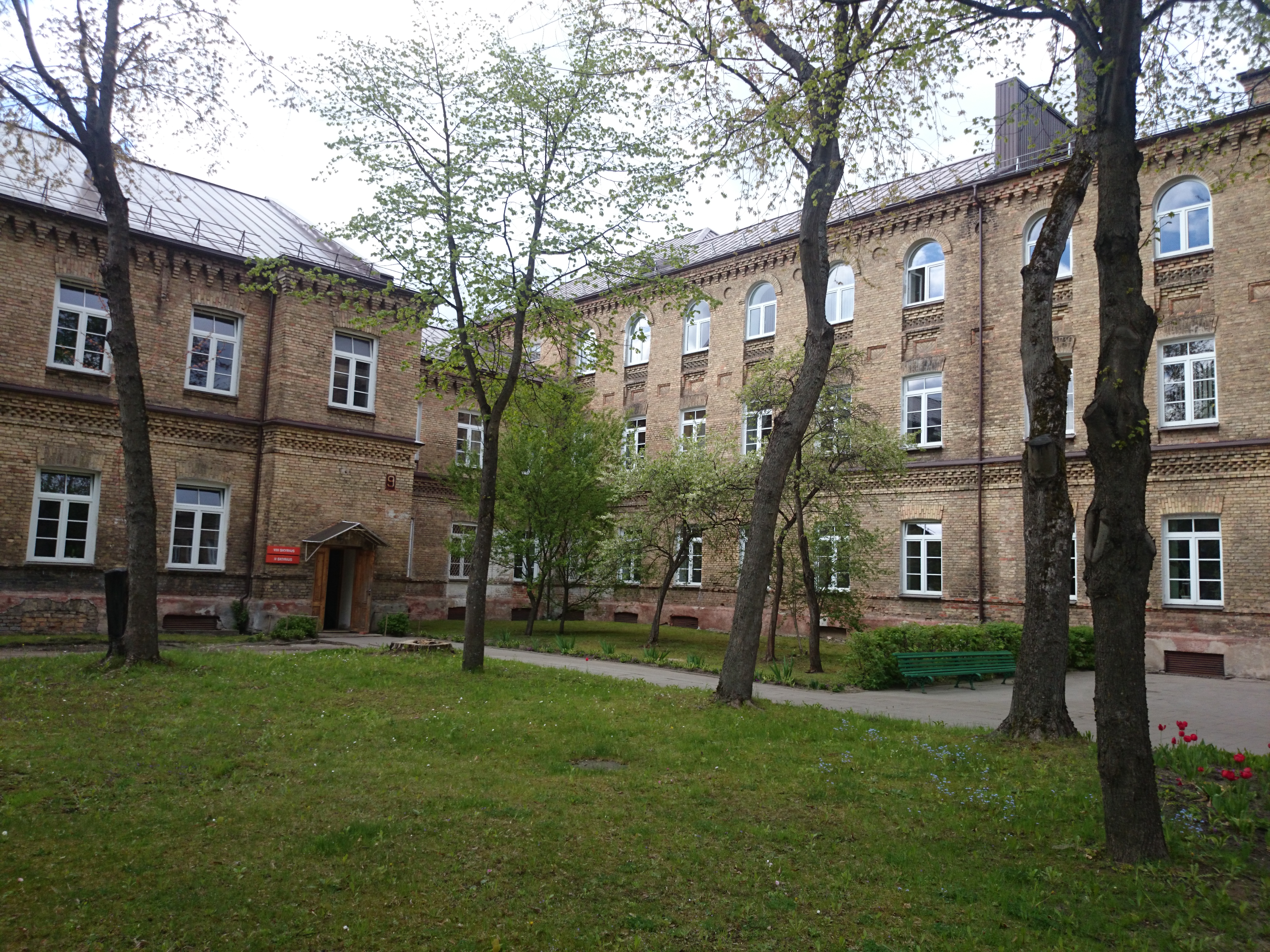

1898 wurde in Petersburg (Russland) beschlossen, die psychiatrische Bezirkskrankenhäuser in Riga (Lettland) und in Vilnius zu errichten. Im Bezirk Vilnius baute man ein Krankenhaus im damaligen Gutshof Rokantiškės, 0,5 km vom Bahnhof Naujoji Vilnia.
Heute lautet die Adresse: Parko g. 15, LT-2048 Vilnius (Naujoji Vilnia).

## Struktur
Medizin

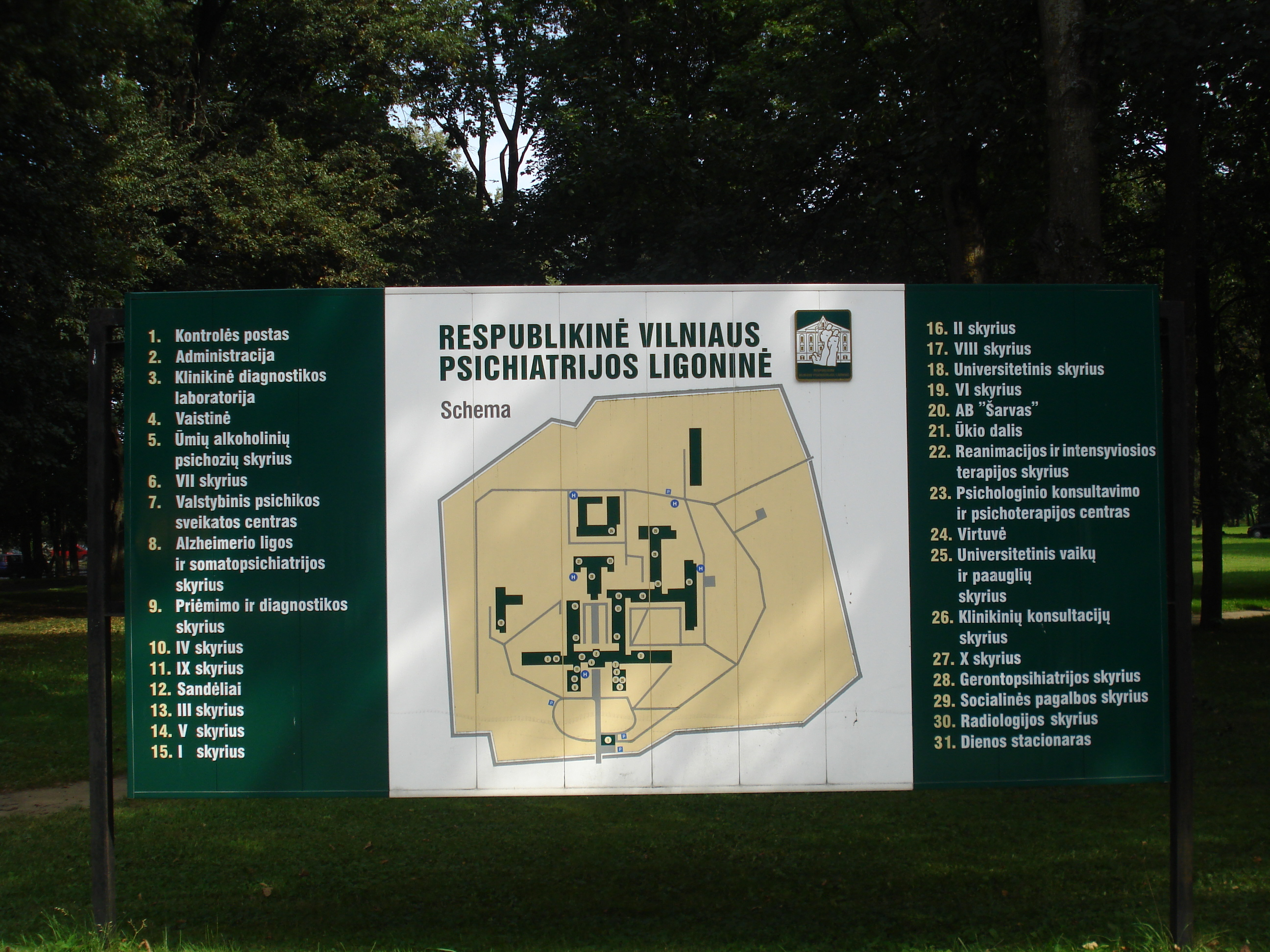
Plan

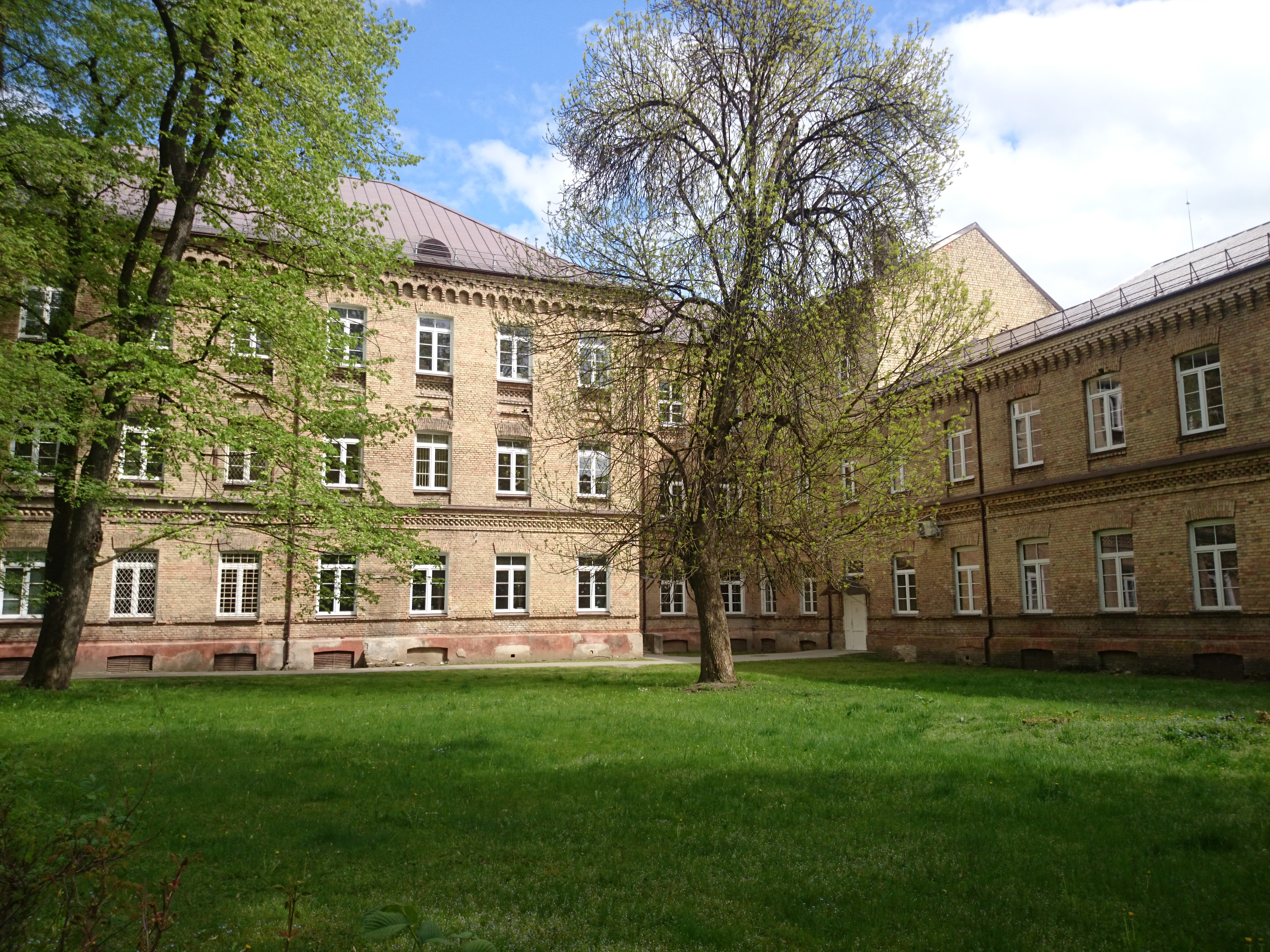

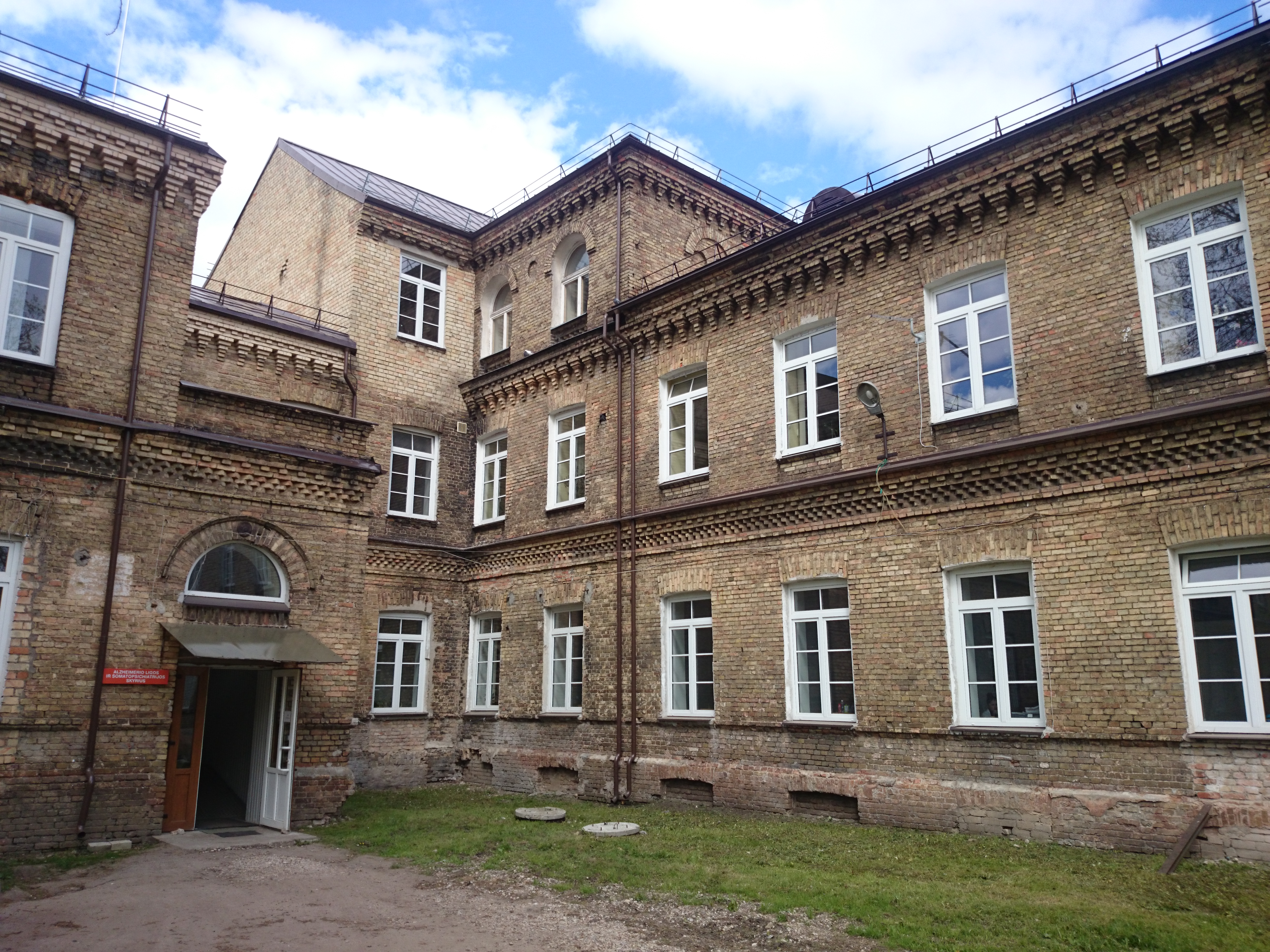

| - Abteilung für Aufnahme und Diagnostik - 2. Abteilung - 3. Abteilung - 4. Abteilung - 5. Abteilung - 6. Abteilung - 7. Abteilung - 8. Abteilung - 9. Abteilung | - Abteilung für Alzheimer-Krankheiten und Somatopsychiatrie - Abteilung für Gerontopsychiatrie - Abteilung für Erwachsenentagesstationär der Psychiatrie - Abteilung für Reanimation und Intensivtherapie - Universitäre Abteilung - Universitäre Abteilung für Kinder und Jugendlichen - Abteilung für Alkoholpsychosee | - Abteilung für Elektrophysiologieforschungen und Behandlungsmethoden - Klinisches Labor - Abteilung für Hilfsdiagnostik, Beratungen und Behandlungskabinette - Abteilung für Psychologische Beratung und Psychotherapie - Abteilung für Radiologie - Abteilung für Sozialhilfe - Apotheke |

Andere Abteilungen
| - Amt für interne Revision - Abteilung für Personal - Kanzlei (Büro) - Buchhaltung | - Abteilung für Informationstechnologien - Abteilung für Statistik - Abteilung für Public Relations - Bibliothek | - Abteilung für Gemeinde- und biopsychosociale Psychiatrie - Abteilung für Öffentliche Aufträge, Ressourcenplanung und Verträge - Abteilung für Haushalt. |

## Direktoren
- Von 1903: Nikolajus Krainskis
- N. Chardinas
- 1961–1982: Oberarzt Jochelis Gliauberzonas
- Ab 1982: Valentinas Mačiulis (* 1948)

Ehemalige stellvertretende Direktoren: Petras Navašinskas, Nijolė Petrauskienė, Eugenijus Demidiukas, Irena Jurelienė, Nadiežda Kostygova.